# Сафронов, Пётр Георгиевич
Пётр Гео́ргиевич Сафро́нов — советский хозяйственный, государственный и политический деятель.

## Биография
Родился в 1909 году. Член ВКП(б).
С 1922 года - на хозяйственной, общественной и политической работе. В 1922-1966 гг. — в профессионально-технической школе города Бежицы, конструктор, начальник сталелитейного цеха Брянского паровозостроительного завода, в эвакуации в Красноярске на заводе "Сибтяжмаш",  заместитель секретаря по промышленности Красноярского горкома ВКП(б), первый секретарь Кировского райкома ВКП(б), заведующий отделом тяжелой промышленности крайкома ВКП(б), секретарь Красноярского крайкома КПСС, председатель Красноярского горисполкома.
Избирался депутатом Верховного Совета РСФСР 6-го созыва.